# Fairport Convention 1st
Fairport Convention 1st är den brittiska folkrockgruppen Fairport Conventions första album, det enda de spelade in på bolaget Polydor. Det gavs ut i juni 1968. Albumet föregicks av singeln "If I Had a Ribbon Bow", som finns med som bonusspår på CD-utgåvan.
Gruppen var på denna tid mycket inspirerad av amerikanska grupper och singer-songwriters. De beskrevs som en engelsk version av Jefferson Airplane, och scenrepertoaren innehöll låtar av Bob Dylan, Leonard Cohen och Joni Mitchell.

## Låtlista
1. "Time Will Show the Wiser" (Emitt Rhodes) - 3:04
2. "I Don't Know Where I Stand" (Joni Mitchell) - 3:43
3. "If (Stomp)" (Ian MacDonald/Richard Thompson) - 2:45
4. "Decameron" (Paul Ghosh/Andrew Horvitch/Richard Thompson) - 3:42
5. "Jack O'Diamonds" (Ben Carruthers/Bob Dylan) - 3:28
6. "Portfolio" (Judy Dyble/Ashley Hutchings) - 1:59
7. "Chelsea Morning" (Joni Mitchell) - 3:03
8. "Sun Shade" (Paul Ghosh/Andrew Horvitch/Richard Thompson) - 3:46
9. "The Lobster" (Ashley Hutchings/George Painter/Richard Thompson) - 4:46
10. "It's Alright Ma, It's Only Witchcraft" (Ashley Hutchings/Richard Thompson) - 3:12
11. "One Sure Thing" (Harvey Brooks/Jim Glover) - 2:54
12. "M.1 Breakdown" (Ashley Hutchings/Simon Nicol) - 1:24

## Medverkande på albumet
- Martin Lamble, trummor, percussion, fiol
- Simon Nicol, gitarr
- Judy Dyble, sång, autoharp, blockflöjt, piano
- Richard Thompson, sång, gitarr, mandolin
- Iain Matthews, sång, mungiga
- Ashley Hutchings, bas

### Övriga musiker
- Clare Lowther, cello